# Запечатване
Запечатването (също и импринтинг (на английски: imprinting) е термин, използван в психологията и етологията, с който се означава особена форма на обучение, имаща много общо с условно-рефлекторното обучение, макар и приложена не на индивидуални, а на видови характеристики. Терминът е създаден от Конрад Лоренц, виден австрийски учен, един от основоположниците на етологията, лауреат на Нобелова награда за физиология или медицина.
Става дума за механизъм, благодарение на който впечатления и образи, възприети в определен критичен или ранен период на развитие, остават трайно фиксирани в паметта. Обекти на това запечатване могат да бъдат родителите, сестрите и братята, бъдещите полови партньори, хранителни обекти (включително животни жертви), постоянните врагове (образът на врага се формира в съчетание на други поведенчески условия, например предпазния вик на родителите), характерните признаци на мястото, където се живее. Запечатването се осъществява в строго определен период от живота (обикновено в детската и юношеската възраст) и последствията от него често са необратими.
Най-добре изучената и показателна форма на запечатване на образ е „реакцията на следене“ на майката на новородените пиленца или животни.